# Goddo
Goddo est une île norvégienne du comté de Hordaland appartenant administrativement à Bømlo.

## Description
Rocheuse et désertique, elle s'étend sur environ 6 km de longueur pour une largeur approximative de 4,3 km. Elle est traversée par une route. 